# Comuna Liutovîska, Starîi Sambir
Liutovîska (în ucraineană Лютовиська) este o comună în raionul Starîi Sambir, regiunea Liov, Ucraina, formată din satele Bîlîci, Bukova, Liutovîska (reședința) și Rakova.

## Demografie
Componența lingvistică a comunei Liutovîska
     Ucraineană (99,79%)
     Alte limbi (0,07%)
Conform recensământului din 2001, majoritatea populației comunei Liutovîska era vorbitoare de ucraineană (99,79%), existând în minoritate și vorbitori de alte limbi.